# 일본 코카콜라

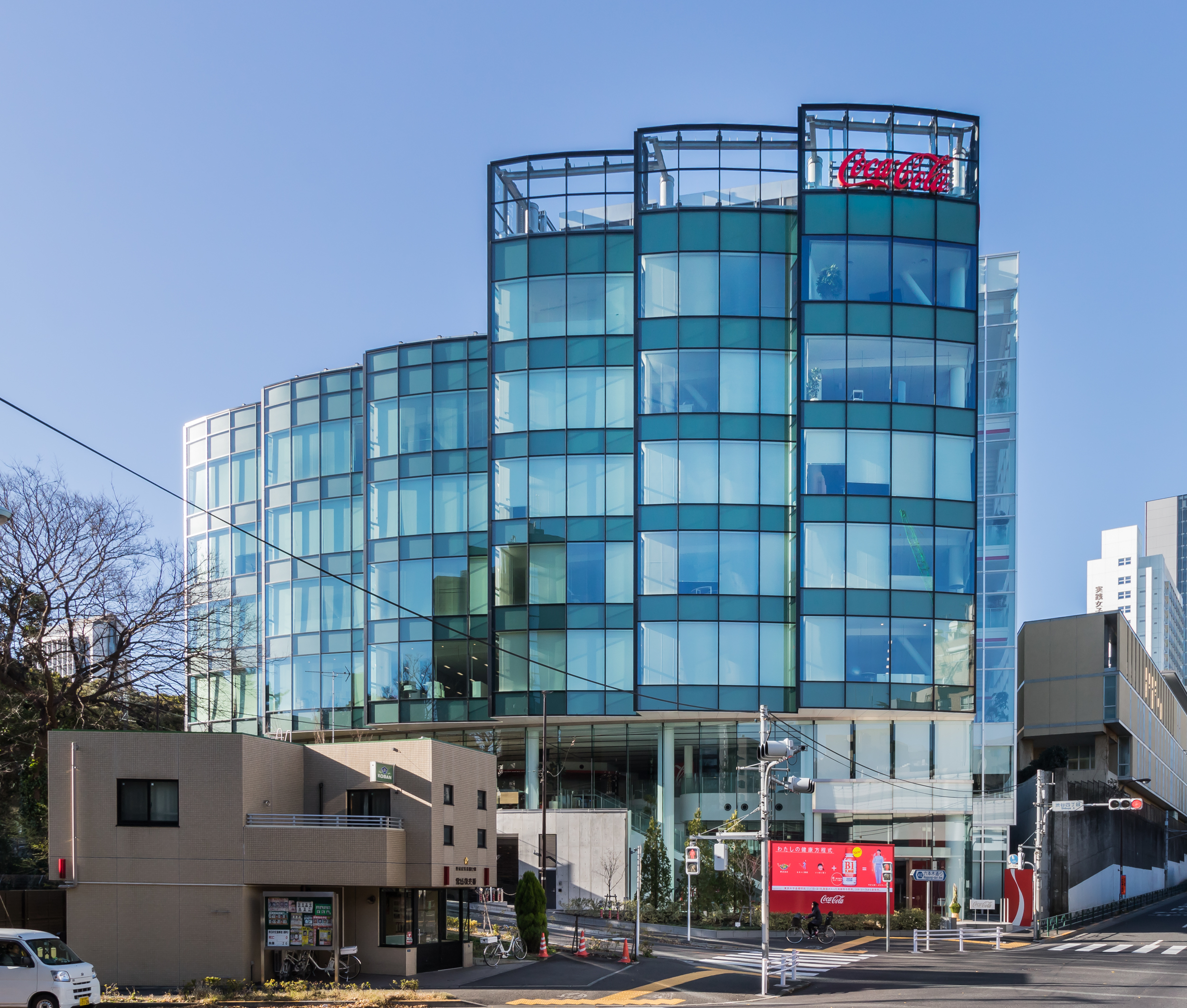
도쿄도 시부야구에 소재하고 있는 일본 코카-콜라 음료 본사 전경. 모기업인 코카-콜라 컴퍼니의 자회사답게 코카-콜라에서 직속으로 관장하고 있다.

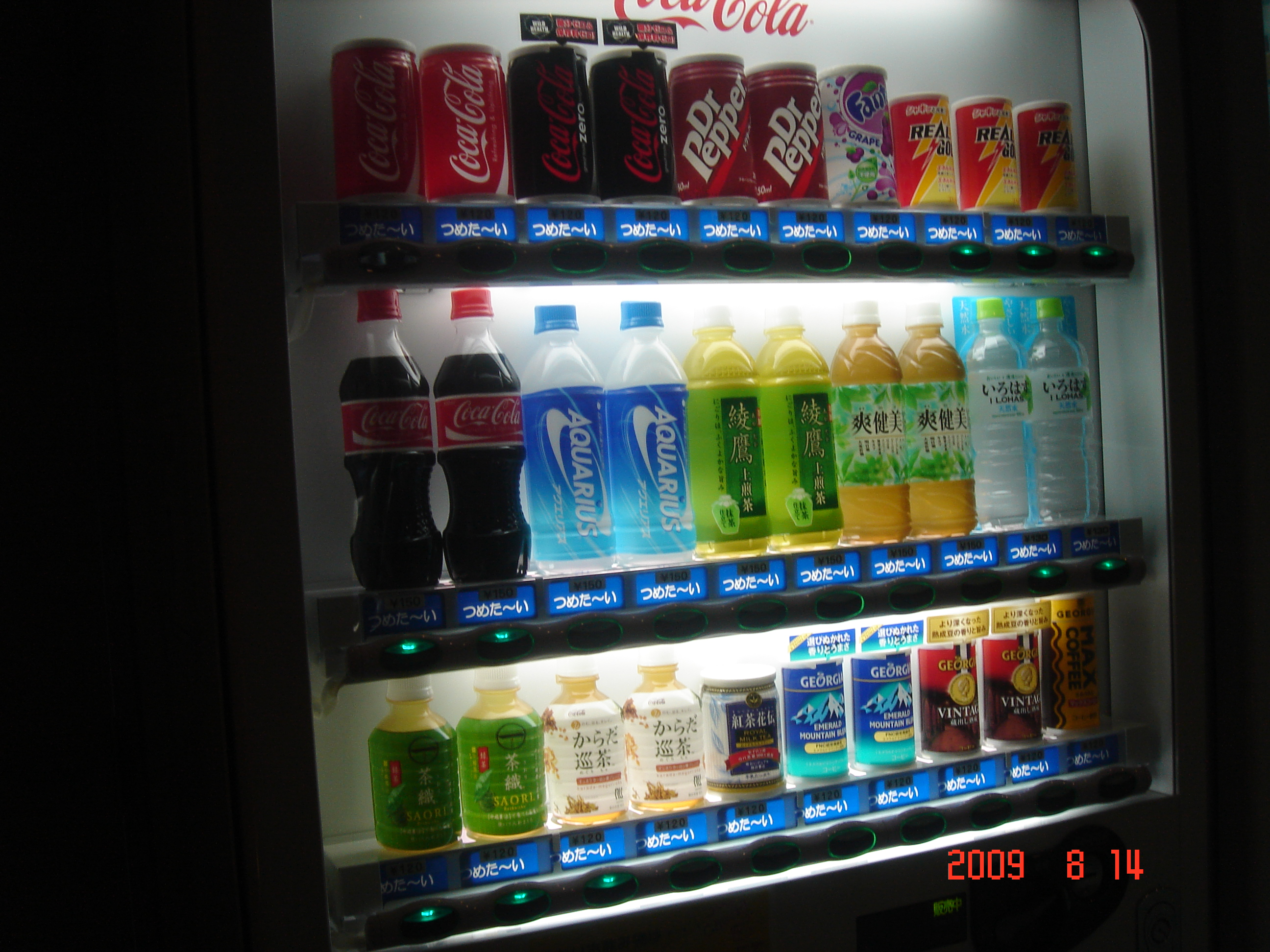
시부야에 있는 코카-콜라 자판기. 자판기에는 닥터페퍼 제품도 눈에 띄게 드러나고 있다.

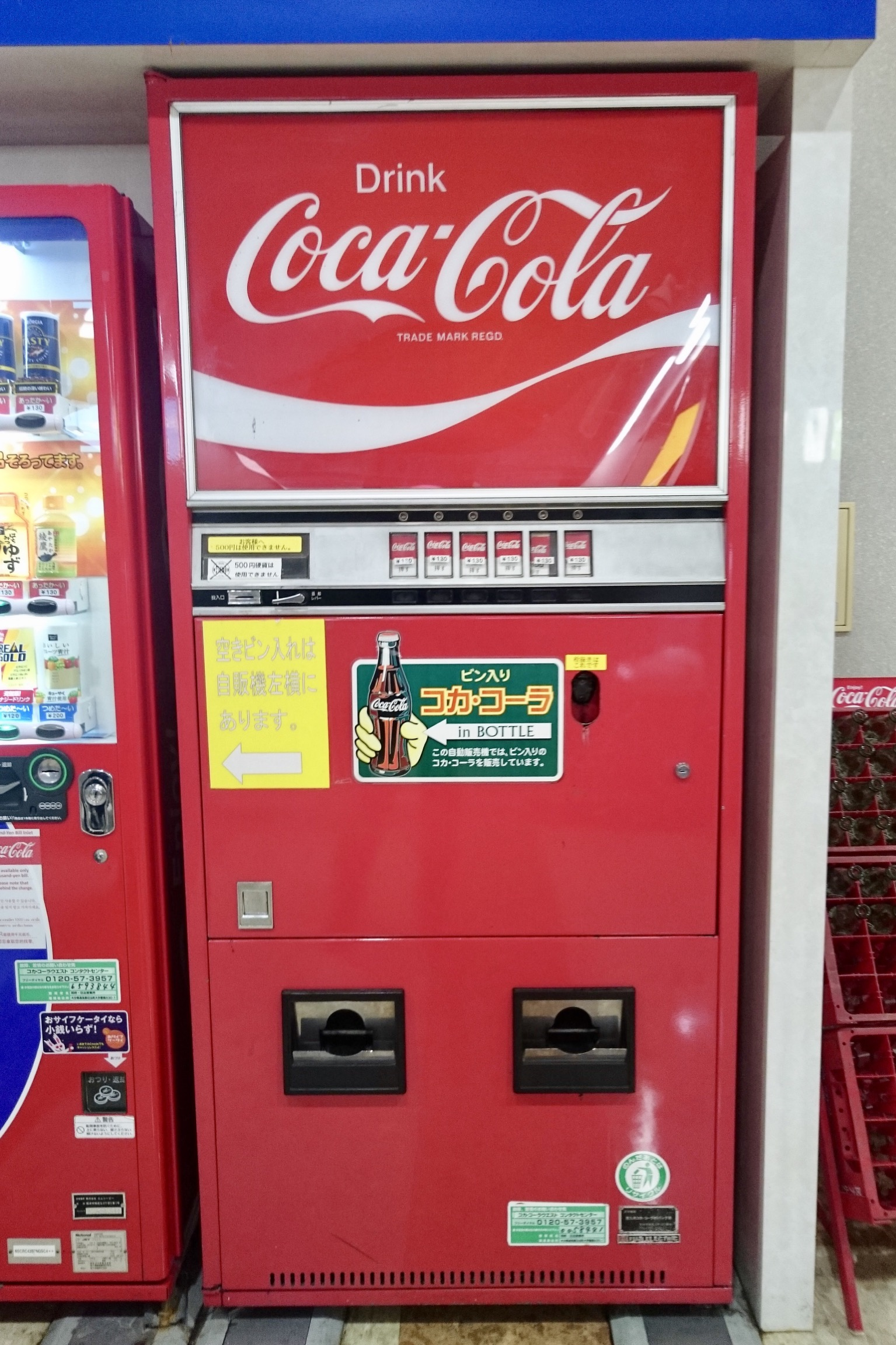
오이타 공항에 있는 코카-콜라 자판기. 해당 코카-콜라는 병 또는 종이컵으로 뽑는 형태로 제공된다.

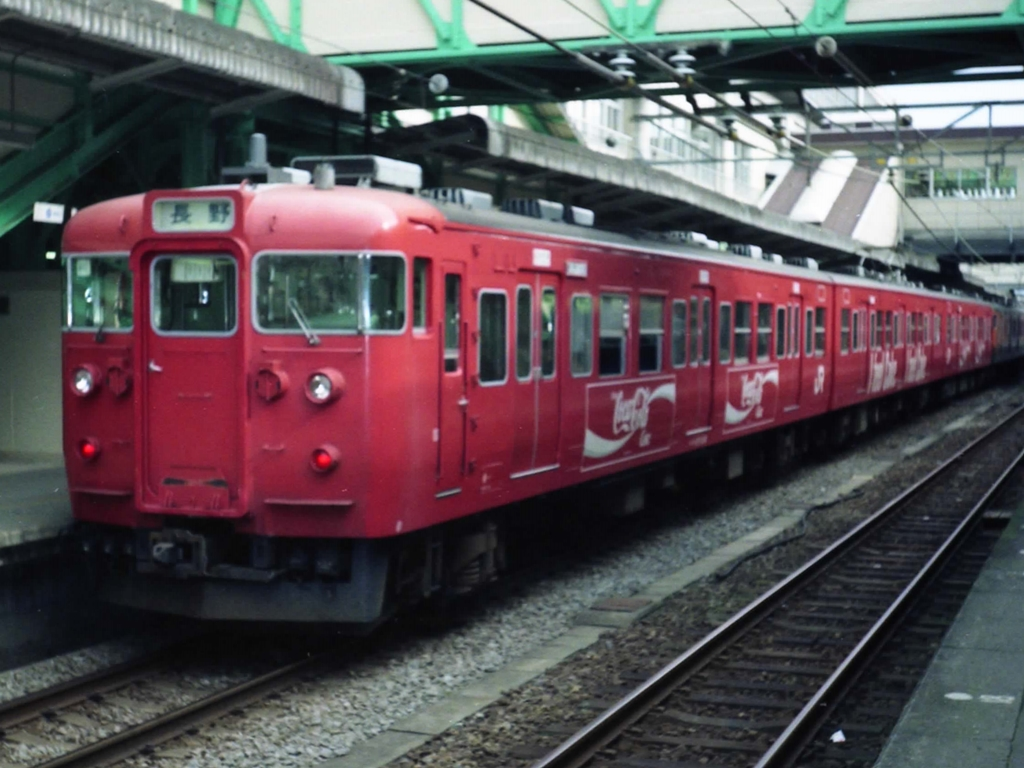
통칭 코카-콜라 전차 (1990년대 당시 선보인 랩핑 차량)

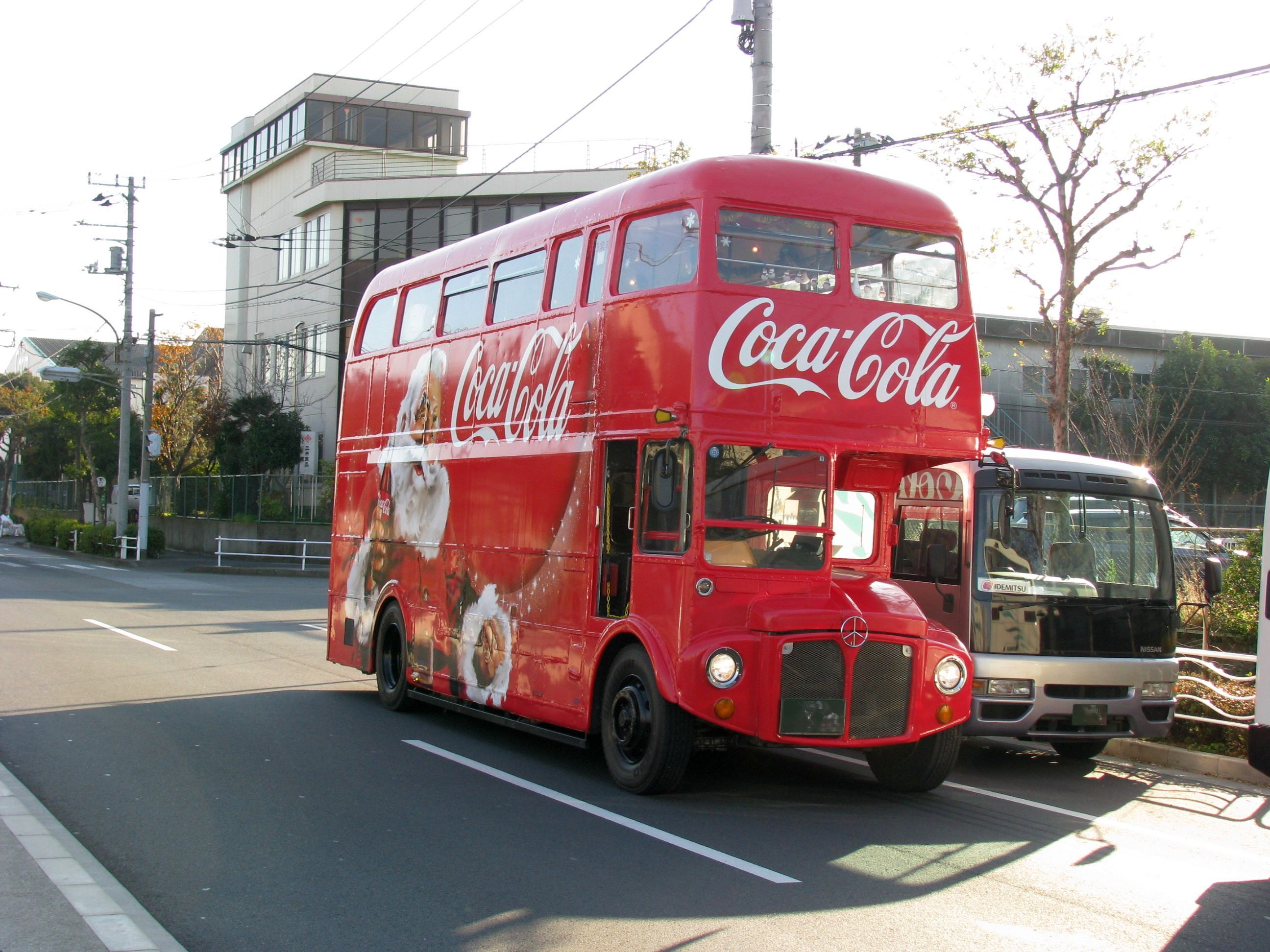
코카콜라로 랩핑 처리된 버스

일본 코카-콜라(일본어: 日本コカ・コーラ)는 코카-콜라 컴퍼니의 일본 법인으로 운영되는 자회사이자 코카콜라의 일본 지역을 담당하는 총판 업체 및 청량 음료 제조사이다. 일본에서 코카콜라가 처음 수입하였던 시기는 1914년이다. 1914년 당시에는 미국제 코카콜라로 의존되었으며, 일본 법인이 세우기 전까지는 미제 코카콜라가 주류를 이룬다. 주요 제품은 한국 코카-콜라와 마찬가지로 거의 동일시되는 제품이 주류를 가지고 있으며, 코카콜라 복숭아향처럼 한국에는 없고 일본에 존재하게 되는 경우를 가진 제품도 있고 또한 NB캔 형태의 코카콜라도 일본에서 시판한 제품도 물론 있다. 1956년 도쿄음료를 통해 최초로 제조하였지만, 이듬해인 1957년 6월 25일 일본음료공업(주)가 설립, 일본인들의 취향에 걸맞는 코카-콜라의 생산을 위해 일본음료공업에서 직접 생산되었다. 그러다가 1년 뒤인 1958년 3월 15일 일본음료공업(주)는 일본 코카-콜라(주)로 상호가 변경, 오늘에 이르고 있다. 실질적으로 볼 때 일본 코카-콜라는 말로만 일본 업체이지만 미국 본사의 계열사 정도로 봐야 하므로 미국 기업에 가깝다. 원액 전문 공장은 시가현 모리야마시에 있고, 일반적인 생산 공장은 오사카부 다카쓰키시와 사이타마현 히키군 요시미정에는 캔 전문 생산 공장을, 종합적인 공장은 미야기현, 도쿄도, 아이치현, 교토부, 미야자키현 등 6곳에 일반적인 공장을 두고 있으며, 오키나와현과 홋카이도에서는 아쉽게도 코카콜라 공장이 없어 홋카이도와 오키나와섬에 코카콜라를 조달할 경우 홋카이도는 미야기현을, 오키나와섬은 미야자키현에서 각각 조달해야 한다.

## 주요 제품
- 코카-콜라
- 코카콜라 제로
- 스프라이트
- 환타
- 조지아
- 미닛메이드 (쿠우)
- 캐나다 드라이
- 슈웹스[1]
- 암바사[2]
- 닥터페퍼
- 리얼골드（現実金）
- 이·로·하·스
- 아쿠아리우스
- 파워에이드
- 아야다카
- 소켄비차
- 태양의 마테차
- Hi-C

## 같이 보기
- 코카-콜라
- 코카-콜라 컴퍼니
- 코카-콜라 음료
- 한국 코카-콜라